# Дмитровский район (Московская область)
Дми́тровский район — упразднённая административно-территориальная единица (район) и муниципальное образование (муниципальный район), существовавшая с 12 июля 1929 года  до мая-июля 2018 года на севере Московской области в России.
Дмитровский район был образован из Дмитровского уезда Московской губернии. Административный центр — город Дмитров.
Дмитровский муниципальный район упразднён 19 мая 2018 года, вместо него создан Дмитровский городской округ. 2 июля 2018 года Дмитровский административный район преобразован в город областного подчинения Дмитров с административной территорией.
С 1 января 2025 года Дмитровский городской округ преобразован в Дмитровский муниципальный округ.

## География
Протяжённость с севера на юг — около 70 км, с запада на восток — 40 км. Площадь — 2182,04 км².
Граничит с районами Московской области: Талдомским, Сергиево-Посадским, Солнечногорским, Клинским и с городскими округами: Пушкинским, Мытищинским, Лобненским, Химкинским.
Основные трассы: А104, Московское большое бетонное кольцо и Московское бетонное кольцо на юге. С юга на север проходит Савёловская железная дорога, также Большое Московское железнодорожное кольцо.
К северу от Дмитрова начинается Верхневолжская низменность. Через район и Дмитров проходит Клинско-Дмитровская гряда; максимальная отметка в 273 метра находится на юго-западе района у деревни Раково, минимальная в 113 метров на берегу Сестры.
Основная река района — Яхрома, впадающая в Сестру на северо-западной границе района и её многочисленные притоки: Волгуша, Икша, Березовец, Камариха и др., сформировавшие плодородную Яхромскую пойму.
На севере района притоки Дубны: Якоть, Веля и другие. Все реки принадлежат Волжскому водному бассейну.
После строительства канала имени Москвы в 1937 году территория района была разделена им на западную и восточную. Реку Яхрома канал пересёк, образовав Яхромское водохранилище. Часть рек, ранее являющихся притоками Яхромы, теперь впадают в канал. Соединение через канал осуществляется по мостам, существует в северной части паромная переправа, ранее осуществлялась также лодочная переправа.
Крупнейшие озёра — ледниковые Нерское, Долгое и Круглое находятся на юге района.
Преобладающим типом почв является дерново-подзолистый суглинистый, на севере преобладают болотные и супесчаные дерново-подзолистые, в центральной части осушенные торфяные почвы.
Климат умеренно континентальный, средняя годовая температура +3,3 °C, средняя температура января −10… −11 °C (рекордная температура −48 °C), июля — +18 °C (рекордная +36 °C). В Дмитрове размещена метеорологическая станция Росгидромета (данные со станции (недоступная ссылка)).

## История

### Древняя история
Появление человека на территории Дмитровского района относится к периоду позднего мезолита. В 1968—1969 гг. Сидоровым В. В. была исследована стоянка первобытного человека у деревни Давыдково на берегу реки Яхромы. Это были представители племён, занимавшиеся охотой, рыболовством и собирательством. Археологические находки с этой стоянки датируются серединой VI тыс. до н. э.
Раскопки и исследования неолитических стоянок, относящихся к IV—III тыс. до н. э. — Николо-Перевоз на р. Дубне и Рыбаки у оз. Круглого — дали разнообразный материал: изделия из кремня, кости и фрагменты характерных ямочно-гребенчатых сосудов из обожжённой глины «льяловского» типа.
В эпоху неолита люди постепенно переходят к производящему способу хозяйствования, используют для изготовления орудий труда диорит, а для изготовления сосудов — обожжённую глину.
Гораздо большее распространение диорит — как материал для изготовления орудий — получает на территории Дмитровского края в эпоху бронзы. В исследованном Елизаровой Н. А. могильнике, относящемся к Фатьяновской культуре и располагавшемся в районе с. Протасово, обнаружено несколько топоров-молотов из шлифованного и сверлёного диорита. Там же были найдены кремнёвые топоры и фрагменты керамических круглодонных сосудов.

### История административного устройства
Дмитровский район был образован из волостей Дмитровского уезда Московской губернии. При этом из существенной части территории Дмитровского уезда был создан в 1921 году Сергиевский уезд, а в 1929 году северная часть территории отошла созданному Талдомскому району Московской области.
Дмитровский район был образован из Дмитровского уезда Московской губернии 12 июля 1929 года в составе Московского округа Московской области. В состав района вошли город Дмитров, рабочий посёлок Яхрома и следующие сельсоветы бывшей Московской губернии:
- из Дмитровского уезда :
  - из Деденевской волости: Андрейковский , Ассауровский , Гришинский, Деденевский, Дубровский, Игнатовский, Икшанский, Ильинский, Кузяевский, Куровский, Парамоновский, Селевкинский, Спас-Каменский
  - из Дмитровской волости: Внуковский, Волдынский, Вороновский, Даниловский, Дядьковский, Жестылевский, Жуковский, Кончининский, Костинский, Кузнецовский, Лавровский, Марининский, Митькинский, Надеждинский, Непеинский, Орудьевский, Пересветовский, Петраковский, Подлипецкий, Подмошский, Подчерковский, Прудцевский, Сысоевский, Фёдоровский
  - из Обольяновской волости: Каменский, Клусовский, Кульпинский, Левковский, Обольяновский, Ольговский , Сафоновский , Храбровский, Языковский.
  - из Рогачёвской волости: Аладьинский, Александровский, Богдановский, Больше-Рогачёвский , Говейновский, Ивановский, Кочергинский, Куликовский, Мало-Рогачёвский, Микляевский, Насадкинский, Нижневский, Семёновский, Телешовский, Тимофеевский, Усть-Пристанский, Чернеевский.
  - из Синьковской волости: Арбузовский, Бунятинский, Ведерницкий, Карповский, Селивановский, Синьковский, Турбичевский.
  - из Тимоновской волости: Карцевский, Кикинский, Ольявидовский, Плетеневский, Саввинский, Слободищевский, Тимоновский, Якотский.
  - из Яхромской волости: Астрецовский, Перемиловский, Починковский, Семешкинский, Степановский.
- из Озерецкой волости Сергиевского уезда: Думинский.
- из Клинского уезда:
  - из Борщевской волости: селение Трёхсвятское Атневского сельсовета.
  - из Вертлинской волости: Чепринский.
  - из Соголевской волости: Лукьяновский, Покровский, селение Зуево Покровского с/с.

20 мая 1930 года Лукьяновский, Селивановский и Чепринский с/с были переданы в Солнечногорский район. Из Каменского с/с Дмитровского района в Рождественский с/с Коммунистического района были переданы селения Редькино и Федотово, из Надмошского с/с Ленинского района в Насадкинский с/с Дмитровского района были переданы селения Надмошье и Паньково, а из Ассауровского с/с Дмитровского района в Алёшинский с/с Пушкинского района — селение Горохово. 14 июля были упразднены Перемиловский, Починковский и Семешкинский с/с (переданы в черту рабочего посёлка Яхрома).
7 октября 1931 года был образован посёлок совхоза «Дмитровский» Даниловского с/с.
10 апреля 1932 года был упразднён Подлипецкий с/с.
1 мая 1932 года посёлок совхоза «Дмитровский» был переименован в посёлок совхоза «Будённовец» Даниловского с/с.
19 марта 1934 года Обольяновский с/с был переименован в Подъячевский.
27 февраля 1935 года из Коммунистического района в Дмитровский были переданы р.п. Красная Поляна, а также Больше-Ивановский, Горки-Сухаревский , Долгинихинский, Ерёминский , Киовский, Клязьминский, Марфинский, Новосельцевский , Павельцевский, Протасовский, Пучковский, Румянцевский, Сухаревский , Федоскинский, Хлебниковский, Черновский  и Шолоховский с/с. Одновременно в кардинально преобразованный Коммунистический район из Дмитровского были переданы сельсоветы: Аладьинский , Александровский , Арбузовский, Богдановский, Больше-Рогачёвский, Бунятинский, Ведерницкий, Говейновский, Ивановский, Икшанский, Каменский, Карповский, Клусовский, Кочергинский , Куликовский, Кульпинский, Левковский, Мало-Рогачёвский, Марининский, Микляевский, Насадкинский, Нижневский, Ольговский, Парамоновский, Петраковский, Подмошский, Подъячевский, Покровский, Сафоновский, Семёновский, Синьковский, Спас-Каменский, Сысоевский, Телешовский, Тимофеевский, Трёхсвятский, Турбичевский, Храбровский и Языковский с/с.
13 мая 1935 года из Жостовского с/с Пушкинского района в Новосельцевский с/с Дмитровского района было передано селение Степаньково, из Новосельцевского с/с Дмитровского района в Осташковский с/с Пушкинского района — селение Чиверёво, а из Павельцевского с/с Дмитровского района в Петровско-Лобановский с/с Красногорского района — селение Ивакино.
3 ноября 1938 года были образованы д.п. Хлебниково и Шереметьевский (путём выведения из Хлебниковского с/с).

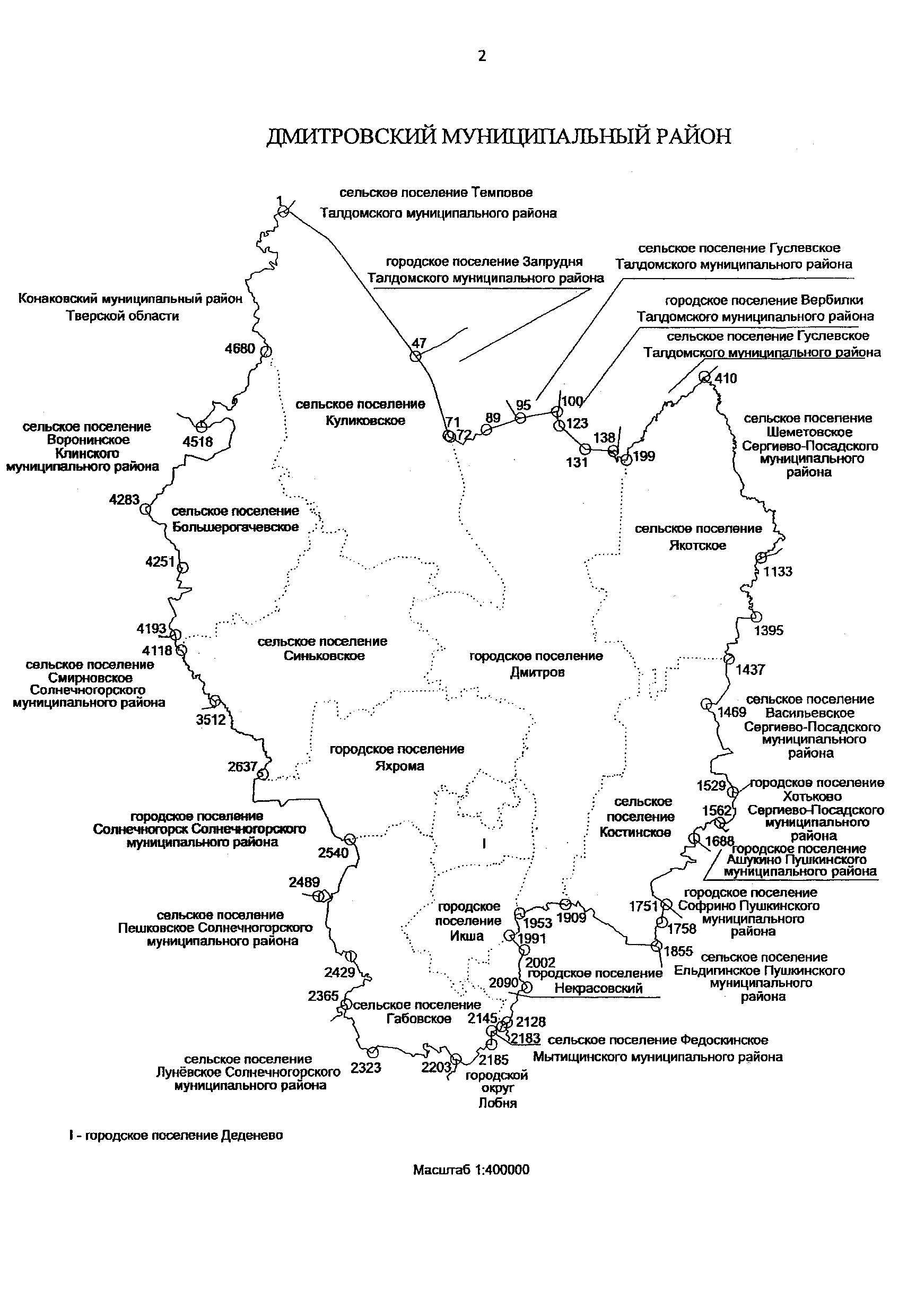
Карта Дмитровского района на 2011 год

4 января 1939 года был образован Краснополянский район. Из Дмитровского района в его состав были переданы р.п. Красная поляна, д.п. Хлебниково, Шереметьевский и сельсоветы: Горки-Сухаревский, Ереминский , Киовский , Клязьминский, Марфинский , Новосельцевский, Павельцевский, Пучковский, Румянцевский, Сухаревский, Федоскинский, Хлебниковский, Черновский и Шолоховский. Одновременно из Коммунистического района в Дмитровский были переданы Икшанский, Марининский, Парамоновский, Петраковский, Подмошский, Спас-Каменский и Сысоевский с/с.
26 марта 1939 был образован дачный посёлок Деденево. Деденевский с/с упразднён.
17 июля 1939 года были упразднены Андрейковский, Больше-Ивановский, Вороновский, Долгинихинский, Дубровский, Жестылевский, Жуковский, Карцевский, Кончининский, Кузнецовский, Лавровский, Марининский, Надеждинский, Непеинский, Петраковский, Подмошский, Подчерковский, Прудцевский, Саввинский, Селевкинский и Тимоновский с/с.
7 августа образован р.п. Икша. 3 сентября упразднён Икшанский с/с.
7 октября 1940 года р.п. Яхрома преобразован в город.
17 октября 1951 года упразднён Думинский с/с.
9 мая 1952 года из Ассауровского с/с в Костинский были переданы селения Сергейково и Трощейково.
14 июня 1954 года были упразднены Ассауровский, Даниловский, Игнатовский, Кикинский, Куровский, Митькинский, Пересветовский, Плетневский, Степановский и Фёдоровский с/с. Волдынский и Сысоевский с/с были объединены в Настасьинский с/с. Ольявидовский с/с переименован в Лифановский.
Решением Мособлисполкома от 28 декабря 1954 года и Указом Президиума Верховного Совета РСФСР 28 марта 1955 года город Дмитров получил статус города областного подчинения.
7 декабря 1957 года был упразднён Коммунистический район. Из него в Дмитровский район были переданы Больше-Рогачёвский, Бунятинский, Ивановский, Куликовский , Кулпьинский, Ольговский, Подъячевский, Покровский, Синьковский и Трёхсвятский с/с.
27 августа 1958 года были упразднены Ивановский (территория была передана в Большерогачёвский с/с), Лифановский, Синьковский и Трёхсвятский с/с. Парамоновский с/с был переименован в Целеевский.
8 августа 1959 года был упразднён Спас-Каменский с/с.
28 июля 1960 года из Дмитровского района в Мытищинский был передан Протасовский с/с.
20 августа 1960 года были упразднены Астрецовский, Куликовский и Ольговский с/с. Бунятинский с/с был переименован в Синьковский.
20 апреля 1961 года был восстановлен Куликовский с/с.
1 февраля 1963 года Дмитровский район был упразднён. При этом входившие в него города, дачные и рабочие посёлки были переданы в подчинение городу Дмитрову, а все сельсоветы — в Дмитровский укрупнённый сельский район.
11 января 1965 года Дмитровский сельский район был упразднён и восстановлен Дмитровский район. В его состав вошли город Яхрома, р.п. Икша и Некрасовский, д.п. Деденево и Луговая, сельсоветы Белорастовский, Больше-Рогачевский, Внуковский, Габовский, Гришинский, Дядьковский, Ильинский, Каменский, Костинский, Кузяевский, Куликовский, Кульпинский, Настасьинский, Орудьевский, Подъячевский, Покровский, Синьковский, Слободищенский, Целеевский и Якотский.
21 мая 1965 года были образованы посёлок Рыбное Якотского сельсовета и посёлок Новосиньково Синьковского сельсовета.
17 августа 1965 года из Талдомского района в Дмитровский были переданы Дутшевский и Раменский с/с.
1 апреля 1966 года из Кузяевского с/с в Гришинский были переданы селения Морозово и Селевкино.
20 декабря 1966 года был образован Астрецовский с/с.
5 апреля 1967 года был образован посёлок Новогришино Гришинского с/с.
7 августа 1970 года д.п. Деденево был преобразован в рабочий посёлок.
17 сентября 1976 года д.п. Луговая был передан в подчинение городу Лобня.
22 августа 1979 года Дутшевский и Раменский с/с были объединены в Зареченский с/с.
27 марта 1991 года был образован Бунятинский с/с.
3 февраля 1994 года сельсоветы были преобразованы в сельские округа.
1 февраля 2001 года город Дмитров утратил статус города областного подчинения (Закон Московской области от 17 января 2001 года № 12/2001-ОЗ, «Подмосковные известия», № 20, 01.02.2001).
19 мая 2018 года Дмитровский муниципальный район был преобразован в Дмитровский городской округ с упразднением всех поселений.
6 июня 2018 года рабочие посёлки Деденёво, Икша и Некрасовский, город Яхрома отнесены в административное подчинение городу Дмитрову, упразднены сельские поселения Большерогачёвское, Габовское, Костинское, Куликовское, Синьковское и Якотское.
Дмитровский район как административно-территориальная единица 2 июля 2018 года был упразднён и преобразован в город областного подчинения Дмитров с административной территорией.

## Муниципально-территориальное устройство
До 19 мая 2018 года в состав бывшего муниципального района входили 11 ныне упразднённых муниципальных образований — 5 городских и 6 сельских поселений:
| №        | Муниципальное образование | Административный центр       | Количество населённых пунктов | Население |
| -------- | ------------------------- | ---------------------------- | ----------------------------- | --------- |
| 1e-06    | Городские поселения:      |                              |                               |           |
| 1        | Деденево                  | пгт Деденево                 | 9                             | ↘6492     |
| 2        | Дмитров                   | город Дмитров                | 81                            | ↗84 408   |
| 3        | Икша                      | пгт Икша                     | 13                            | ↗6337     |
| 4        | Некрасовский              | пгт Некрасовский             | 4                             | ↗11 665   |
| 5        | Яхрома                    | город Яхрома                 | 38                            | ↗16 245   |
| 5.000002 | Сельские поселения:       |                              |                               |           |
| 6        | Большерогачёвское         | село Рогачёво                | 38                            | ↘4532     |
| 7        | Габовское                 | деревня Каменка              | 29                            | ↗9479     |
| 8        | Костинское                | село Костино                 | 44                            | ↘2735     |
| 9        | Куликовское               | село Куликово                | 38                            | ↗5004     |
| 10       | Синьковское               | посёлок Новосиньково         | 64                            | ↗12 860   |
| 11       | Якотское                  | посёлок совхоза «Будённовец» | 43                            | ↗5324     |

## Населённые пункты
В Дмитровском районе 401 населённый пункт.
| №   | Населённый пункт                            | Тип                     | Население | бывшее муниципальное образование     |
| --- | ------------------------------------------- | ----------------------- | --------- | ------------------------------------ |
| 1   | 3-й Участок                                 | посёлок                 | ↘0        | городское поселение Дмитров          |
| 2   | 4-й Участок                                 | посёлок                 | ↘0        | городское поселение Дмитров          |
| 3   | Абрамцево                                   | деревня                 | ↘15       | сельское поселение Синьковское       |
| 4   | Абрамцево                                   | село                    | →51       | сельское поселение Синьковское       |
| 5   | Автополигон                                 | посёлок                 | ↘1194     | сельское поселение Синьковское       |
| 6   | Агафониха                                   | деревня                 | ↗18       | сельское поселение Габовское         |
| 7   | Акишево                                     | деревня                 | ↗8        | сельское поселение Габовское         |
| 8   | Акулово                                     | деревня                 | ↘2        | сельское поселение Якотское          |
| 9   | Алабуха                                     | деревня                 | →6        | сельское поселение Синьковское       |
| 10  | Аладьино                                    | деревня                 | ↘8        | сельское поселение Синьковское       |
| 11  | Александрово                                | деревня                 | ↘231      | сельское поселение Большерогачёвское |
| 12  | Алешино                                     | деревня                 | ↘13       | сельское поселение Большерогачёвское |
| 13  | Андрейково                                  | деревня                 | ↗18       | городское поселение Яхрома           |
| 14  | Андрейково                                  | посёлок                 | ↗7        | сельское поселение Костинское        |
| 15  | Андреянцево                                 | деревня                 | ↗15       | сельское поселение Якотское          |
| 16  | Арбузово                                    | деревня                 | ↘6        | городское поселение Яхрома           |
| 17  | Арбузово                                    | посёлок                 | ↗15       | сельское поселение Синьковское       |
| 18  | Аревское                                    | деревня                 | ↘8        | сельское поселение Большерогачёвское |
| 19  | Арханово                                    | деревня                 | →4        | сельское поселение Костинское        |
| 20  | Ассаурово                                   | деревня                 | ↗75       | сельское поселение Костинское        |
| 21  | Астрецово                                   | деревня                 | ↘270      | городское поселение Яхрома           |
| 22  | Афанасово                                   | деревня                 | ↘12       | городское поселение Дмитров          |
| 23  | Ащерино                                     | деревня                 | →1        | сельское поселение Синьковское       |
| 24  | Бабаиха                                     | деревня                 | ↗72       | сельское поселение Габовское         |
| 25  | Бабкино                                     | деревня                 | ↘3        | сельское поселение Костинское        |
| 26  | Базарово                                    | деревня                 | ↗104      | городское поселение Икша             |
| 27  | Банино                                      | деревня                 | ↘5        | сельское поселение Куликовское       |
| 28  | Батюшково                                   | село                    | ↗14       | городское поселение Дмитров          |
| 29  | Безбородово                                 | деревня                 | →1        | сельское поселение Большерогачёвское |
| 30  | Беклемишево                                 | деревня                 | ↗21       | сельское поселение Костинское        |
| 31  | Белый Раст                                  | село                    | ↘141      | городское поселение Икша             |
| 32  | Бестужево                                   | деревня                 | ↗3        | сельское поселение Большерогачёвское |
| 33  | Бешенково                                   | деревня                 | ↗7        | сельское поселение Якотское          |
| 34  | Бирлово                                     | деревня                 | ↗114      | городское поселение Дмитров          |
| 35  | Благовещенское                              | деревня                 | ↘5        | городское поселение Дмитров          |
| 36  | Благовещенье                                | деревня                 | ↘1        | сельское поселение Большерогачёвское |
| 37  | Благодать                                   | деревня                 | ↗1        | сельское поселение Костинское        |
| 38  | Ближнево                                    | деревня                 | ↗48       | городское поселение Дмитров          |
| 39  | Боброво                                     | деревня                 | ↗4        | городское поселение Деденево         |
| 40  | Богданово                                   | деревня                 | ↘31       | сельское поселение Большерогачёвское |
| 41  | Большое Прокошево                           | деревня                 | ↗152      | сельское поселение Костинское        |
| 42  | Борисово                                    | село                    | ↗267      | городское поселение Дмитров          |
| 43  | Борносово                                   | деревня                 | ↗18       | городское поселение Яхрома           |
| 44  | Бородино                                    | посёлок                 | ↗40       | городское поселение Дмитров          |
| 45  | Бородино                                    | деревня                 | ↗10       | сельское поселение Синьковское       |
| 46  | Бортниково                                  | деревня                 | ↘0        | городское поселение Яхрома           |
| 47  | Борцово                                     | деревня                 | ↗20       | сельское поселение Куликовское       |
| 48  | Бунятино                                    | деревня                 | ↗793      | сельское поселение Синьковское       |
| 49  | Буславль                                    | деревня                 | →0        | сельское поселение Якотское          |
| 50  | Быково                                      | посёлок                 | ↗9        | городское поселение Дмитров          |
| 51  | Быково                                      | деревня                 | ↘5        | сельское поселение Куликовское       |
| 52  | Ваганово                                    | деревня                 | →0        | сельское поселение Костинское        |
| 53  | Ваньково                                    | деревня                 | ↗6        | сельское поселение Костинское        |
| 54  | Варварино                                   | деревня                 | ↗53       | городское поселение Деденево         |
| 55  | Василево                                    | посёлок                 | ↗47       | сельское поселение Большерогачёвское |
| 56  | Василево                                    | деревня                 | ↗22       | сельское поселение Якотское          |
| 57  | Васнево                                     | деревня                 | →27       | сельское поселение Большерогачёвское |
| 58  | Ведерницы                                   | село                    | ↘8        | сельское поселение Синьковское       |
| 59  | Векшино                                     | деревня                 | ↗7        | сельское поселение Габовское         |
| 60  | Власково                                    | деревня                 | ↗13       | сельское поселение Якотское          |
| 61  | Внуково                                     | село                    | ↗241      | городское поселение Дмитров          |
| 62  | Волдынское                                  | деревня                 | ↘84       | городское поселение Дмитров          |
| 63  | Вороново                                    | село                    | ↘12       | сельское поселение Якотское          |
| 64  | Высоково                                    | деревня                 | ↘26       | городское поселение Дмитров          |
| 65  | Гаврилково                                  | деревня                 | →0        | городское поселение Деденево         |
| 66  | Глазачево                                   | деревня                 | ↗17       | сельское поселение Куликовское       |
| 67  | Глазово                                     | деревня                 | ↗42       | сельское поселение Габовское         |
| 68  | Глебездово                                  | деревня                 | →2        | сельское поселение Костинское        |
| 69  | Глухово                                     | деревня                 | →0        | городское поселение Яхрома           |
| 70  | Глухово                                     | село                    | ↗24       | сельское поселение Синьковское       |
| 71  | Говейново                                   | деревня                 | ↘7        | сельское поселение Куликовское       |
| 72  | Голиково                                    | деревня                 | ↗3        | городское поселение Дмитров          |
| 73  | Головино                                    | деревня                 | ↘2        | сельское поселение Синьковское       |
| 74  | Голявино                                    | деревня                 | ↘4        | городское поселение Дмитров          |
| 75  | Голяди                                      | деревня                 | ↗3        | сельское поселение Синьковское       |
| 76  | Гончарово                                   | деревня                 | ↗13       | городское поселение Яхрома           |
| 77  | Гора                                        | деревня                 | ↘2        | сельское поселение Якотское          |
| 78  | Горбово                                     | деревня                 | →0        | сельское поселение Якотское          |
| 79  | Горицы                                      | деревня                 | ↘9        | сельское поселение Синьковское       |
| 80  | Горки                                       | деревня                 | ↘6        | городское поселение Деденево         |
| 81  | Горки                                       | село                    | →0        | городское поселение Дмитров          |
| 82  | Горки                                       | посёлок                 | ↗42       | сельское поселение Костинское        |
| 83  | Горки Сухаревские                           | деревня                 | ↗118      | городское поселение Некрасовский     |
| 84  | Горчаково                                   | деревня                 | →4        | сельское поселение Синьковское       |
| 85  | Горшково                                    | посёлок                 | ↘2386     | городское поселение Дмитров          |
| 86  | Григорково                                  | деревня                 | →5        | городское поселение Деденево         |
| 87  | Гришино                                     | деревня                 | ↗40       | сельское поселение Костинское        |
| 88  | Гульнево                                    | деревня                 | ↗18       | сельское поселение Габовское         |
| 89  | Давыдково                                   | деревня                 | ↗17       | сельское поселение Куликовское       |
| 90  | Данилиха                                    | деревня                 | ↘13       | городское поселение Деденево         |
| 91  | Деденево                                    | посёлок городского типа | ↗5796     | городское поселение Деденево         |
| 92  | Дедлово                                     | деревня                 | →0        | городское поселение Яхрома           |
| 93  | Демьяново                                   | деревня                 | →4        | сельское поселение Синьковское       |
| 94  | Дмитров                                     | город                   | ↘63 044   | городское поселение Дмитров          |
| 95  | Дмитровка                                   | деревня                 | ↘36       | сельское поселение Габовское         |
| 96  | Доронино                                    | деревня                 | ↗6        | городское поселение Яхрома           |
| 97  | Драчёво                                     | деревня                 | ↘41       | городское поселение Дмитров          |
| 98  | Дрочево                                     | деревня                 | ↘14       | сельское поселение Куликовское       |
| 99  | Дубровки                                    | деревня                 | ↗1119     | городское поселение Дмитров          |
| 100 | Дуброво                                     | деревня                 | ↘19       | сельское поселение Синьковское       |
| 101 | Думино                                      | деревня                 | ↗4        | сельское поселение Якотское          |
| 102 | Дутшево                                     | деревня                 | ↗14       | сельское поселение Куликовское       |
| 103 | Дьяково                                     | деревня                 | ↘10       | городское поселение Деденево         |
| 104 | Дядьково                                    | деревня                 | ↗33       | городское поселение Дмитров          |
| 105 | Дятлино                                     | деревня                 | ↗21       | сельское поселение Синьковское       |
| 106 | Елизаветино                                 | деревня                 | ↗39       | городское поселение Яхрома           |
| 107 | Ермолино                                    | деревня                 | ↘69       | городское поселение Икша             |
| 108 | Ерыково                                     | деревня                 | ↘0        | сельское поселение Костинское        |
| 109 | Жестылево                                   | село                    | ↗120      | сельское поселение Якотское          |
| 110 | Животино                                    | деревня                 | ↘57       | городское поселение Яхрома           |
| 111 | Жирково                                     | деревня                 | →1        | сельское поселение Большерогачёвское |
| 112 | Жуковка                                     | деревня                 | ↗340      | городское поселение Дмитров          |
| 113 | Жуково                                      | деревня                 | ↗19       | городское поселение Яхрома           |
| 114 | Зараменье                                   | деревня                 | ↗23       | городское поселение Икша             |
| 115 | Зверково                                    | деревня                 | ↗262      | городское поселение Дмитров          |
| 116 | Зуево                                       | деревня                 | ↘0        | сельское поселение Большерогачёвское |
| 117 | Ивановское                                  | село                    | →38       | сельское поселение Большерогачёвское |
| 118 | Ивановское                                  | деревня                 | ↗4        | сельское поселение Костинское        |
| 119 | Иванцево                                    | деревня                 | ↗5        | городское поселение Дмитров          |
| 120 | Ивашево                                     | деревня                 | ↗36       | городское поселение Дмитров          |
| 121 | Ивлево                                      | село                    | ↘2        | городское поселение Яхрома           |
| 122 | Ивлево                                      | деревня                 | ↗117      | сельское поселение Большерогачёвское |
| 123 | Игнатовка                                   | деревня                 | ↗32       | городское поселение Дмитров          |
| 124 | Игнатово                                    | село                    | ↗119      | городское поселение Дмитров          |
| 125 | Измайлово                                   | деревня                 | ↗8        | сельское поселение Якотское          |
| 126 | Икша                                        | посёлок городского типа | ↘3796     | городское поселение Икша             |
| 127 | Ильино                                      | село                    | ↗47       | сельское поселение Якотское          |
| 128 | Ильинское                                   | село                    | ↗59       | городское поселение Дмитров          |
| 129 | Исаково                                     | посёлок                 | ↗39       | сельское поселение Костинское        |
| 130 | Исаково                                     | деревня                 | ↗15       | сельское поселение Куликовское       |
| 131 | Каменка                                     | деревня                 | ↘718      | сельское поселение Габовское         |
| 132 | Капорки                                     | деревня                 | ↗14       | городское поселение Дмитров          |
| 133 | Караваево                                   | деревня                 | ↗14       | сельское поселение Куликовское       |
| 134 | Карамышево                                  | деревня                 | ↗14       | сельское поселение Куликовское       |
| 135 | Карпово                                     | деревня                 | ↗31       | сельское поселение Синьковское       |
| 136 | Карцево                                     | деревня                 | ↗6        | сельское поселение Якотское          |
| 137 | Кекишево                                    | деревня                 | ↗12       | сельское поселение Костинское        |
| 138 | Кикино                                      | деревня                 | ↗17       | сельское поселение Якотское          |
| 139 | Киндяково                                   | деревня                 | ↘2        | сельское поселение Синьковское       |
| 140 | Клусово                                     | деревня                 | ↗28       | сельское поселение Синьковское       |
| 141 | Клюшниково                                  | деревня                 | ↗77       | сельское поселение Куликовское       |
| 142 | Княжево                                     | деревня                 | ↗1436     | городское поселение Дмитров          |
| 143 | Коверьянки                                  | деревня                 | ↗12       | сельское поселение Костинское        |
| 144 | Ковригино                                   | деревня                 | ↗245      | сельское поселение Якотское          |
| 145 | Колотилово                                  | деревня                 | ↗5        | сельское поселение Якотское          |
| 146 | Комаровка                                   | деревня                 | ↗15       | сельское поселение Габовское         |
| 147 | Кончинино                                   | деревня                 | ↗72       | городское поселение Дмитров          |
| 148 | Копылово                                    | деревня                 | →2        | сельское поселение Большерогачёвское |
| 149 | Копытово                                    | деревня                 | ↘0        | сельское поселение Большерогачёвское |
| 150 | Коргашино                                   | деревня                 | ↗14       | сельское поселение Синьковское       |
| 151 | Космынка                                    | деревня                 | ↗8        | сельское поселение Синьковское       |
| 152 | Костино                                     | деревня                 | →0        | городское поселение Яхрома           |
| 153 | Костино                                     | посёлок станции         | ↘17       | сельское поселение Костинское        |
| 154 | Костино                                     | село                    | ↘654      | сельское поселение Костинское        |
| 155 | Костино                                     | посёлок                 | ↘10       | сельское поселение Синьковское       |
| 156 | Костюнино                                   | деревня                 | →1        | сельское поселение Синьковское       |
| 157 | Кочергино                                   | деревня                 | ↗46       | сельское поселение Большерогачёвское |
| 158 | Кромино                                     | деревня                 | ↗40       | городское поселение Дмитров          |
| 159 | Круглино                                    | деревня                 | ↗10       | городское поселение Яхрома           |
| 160 | Кузнецово                                   | посёлок                 | ↗48       | городское поселение Дмитров          |
| 161 | Кузнецово                                   | деревня                 | ↗23       | сельское поселение Якотское          |
| 162 | Кузяево                                     | посёлок                 | ↗45       | городское поселение Дмитров          |
| 163 | Кузяево                                     | деревня                 | ↘29       | городское поселение Икша             |
| 164 | Куликово                                    | село                    | ↗1448     | сельское поселение Куликовское       |
| 165 | Кульпино                                    | деревня                 | ↗80       | сельское поселение Синьковское       |
| 166 | Куминово                                    | посёлок                 | ↗10       | сельское поселение Куликовское       |
| 167 | Куминово                                    | деревня                 | ↘0        | сельское поселение Куликовское       |
| 168 | Кунисниково                                 | деревня                 | ↗40       | городское поселение Дмитров          |
| 169 | Курово                                      | деревня                 | ↘173      | городское поселение Дмитров          |
| 170 | Курьково                                    | деревня                 | ↗18       | сельское поселение Синьковское       |
| 171 | Лавровки                                    | деревня                 | ↘4        | сельское поселение Костинское        |
| 172 | Лавровки                                    | посёлок                 | ↘103      | сельское поселение Костинское        |
| 173 | Левково                                     | деревня                 | ↗84       | сельское поселение Габовское         |
| 174 | Лесной                                      | посёлок                 | ↗24       | сельское поселение Куликовское       |
| 175 | Липино                                      | деревня                 | ↘69       | сельское поселение Куликовское       |
| 176 | Лифаново                                    | деревня                 | ↗12       | сельское поселение Якотское          |
| 177 | Лишенино                                    | деревня                 | →0        | сельское поселение Синьковское       |
| 178 | Лотосово                                    | деревня                 | ↗18       | сельское поселение Костинское        |
| 179 | Луговой                                     | посёлок                 | ↗896      | сельское поселение Куликовское       |
| 180 | Лукьяново                                   | деревня                 | ↘0        | сельское поселение Синьковское       |
| 181 | Лупаново                                    | деревня                 | ↗96       | городское поселение Икша             |
| 182 | Лутьково                                    | деревня                 | ↗32       | сельское поселение Большерогачёвское |
| 183 | Лучинское                                   | деревня                 | ↘132      | сельское поселение Синьковское       |
| 184 | Малая Чёрная                                | деревня                 | ↗186      | городское поселение Икша             |
| 185 | Малое Насоново                              | деревня                 | ↗8        | сельское поселение Синьковское       |
| 186 | Малое Рогачево                              | деревня                 | ↘67       | сельское поселение Большерогачёвское |
| 187 | Малое Телешово                              | деревня                 | →0        | сельское поселение Синьковское       |
| 188 | Малыгино                                    | деревня                 | ↘0        | сельское поселение Синьковское       |
| 189 | Малые Дубровки                              | деревня                 | ↘12       | городское поселение Дмитров          |
| 190 | Маншино                                     | деревня                 | ↘7        | сельское поселение Куликовское       |
| 191 | Маринино                                    | деревня                 | ↘31       | городское поселение Дмитров          |
| 192 | Мартыново                                   | деревня                 | ↗3        | сельское поселение Якотское          |
| 193 | Матвеево                                    | деревня                 | ↘17       | городское поселение Дмитров          |
| 194 | Матвейково                                  | деревня                 | ↘9        | сельское поселение Синьковское       |
| 195 | Медведева Пустынь                           | село                    | ↗30       | сельское поселение Большерогачёвское |
| 196 | Медведково                                  | деревня                 | ↗15       | сельское поселение Габовское         |
| 197 | Меленки                                     | деревня                 | ↘6        | сельское поселение Куликовское       |
| 198 | Мелихово                                    | деревня                 | ↗28       | сельское поселение Костинское        |
| 199 | Мельчевка                                   | посёлок                 | ↗525      | сельское поселение Куликовское       |
| 200 | Микишкино                                   | деревня                 | ↗22       | городское поселение Дмитров          |
| 201 | Микляево                                    | деревня                 | ↗21       | сельское поселение Синьковское       |
| 202 | Минеево                                     | деревня                 | ↗24       | городское поселение Дмитров          |
| 203 | Мисиново                                    | деревня                 | ↗9        | сельское поселение Синьковское       |
| 204 | Митькино                                    | деревня                 | ↗516      | городское поселение Дмитров          |
| 205 | Михайловское                                | деревня                 | ↘0        | сельское поселение Якотское          |
| 206 | Михалево                                    | деревня                 | ↗16       | сельское поселение Большерогачёвское |
| 207 | Михеево-Сухарево                            | деревня                 | ↗19       | сельское поселение Якотское          |
| 208 | Мишуково                                    | деревня                 | ↗8        | сельское поселение Куликовское       |
| 209 | Морозово                                    | деревня                 | ↘6        | сельское поселение Костинское        |
| 210 | Мотовилово                                  | деревня                 | →0        | сельское поселение Синьковское       |
| 211 | Муравьёво                                   | деревня                 | ↗69       | городское поселение Дмитров          |
| 212 | Муханки                                     | посёлок                 | ↗9        | городское поселение Дмитров          |
| 213 | Муханки                                     | деревня                 | ↗6        | городское поселение Яхрома           |
| 214 | Мышенки                                     | деревня                 | ↗11       | городское поселение Яхрома           |
| 215 | Надеждино                                   | деревня                 | →14       | городское поселение Дмитров          |
| 216 | Надмошье                                    | деревня                 | ↘33       | сельское поселение Куликовское       |
| 217 | Назарово                                    | хутор                   | ↘0        | сельское поселение Большерогачёвское |
| 218 | Назарово                                    | деревня                 | →4        | сельское поселение Куликовское       |
| 219 | Насадкино                                   | деревня                 | ↗803      | сельское поселение Куликовское       |
| 220 | Насоново                                    | деревня                 | ↗13       | сельское поселение Синьковское       |
| 221 | Настасьино                                  | деревня                 | ↘110      | городское поселение Дмитров          |
| 222 | Некрасовский                                | посёлок городского типа | ↘11 262   | городское поселение Некрасовский     |
| 223 | Непейно                                     | деревня                 | ↗86       | городское поселение Дмитров          |
| 224 | Нерощино                                    | деревня                 | ↘2        | сельское поселение Костинское        |
| 225 | Нестерово                                   | деревня                 | ↘3        | сельское поселение Синьковское       |
| 226 | Нестерцево                                  | деревня                 | ↘0        | сельское поселение Синьковское       |
| 227 | Нефедиха                                    | деревня                 | →0        | сельское поселение Габовское         |
| 228 | Нечаево                                     | деревня                 | ↗7        | сельское поселение Большерогачёвское |
| 229 | Нижнево                                     | деревня                 | →7        | сельское поселение Большерогачёвское |
| 230 | Никитино                                    | деревня                 | ↘10       | сельское поселение Якотское          |
| 231 | Никольское                                  | деревня                 | ↗15       | городское поселение Дмитров          |
| 232 | Никольское                                  | посёлок                 | ↘79       | городское поселение Икша             |
| 233 | Никулино                                    | деревня                 | ↗17       | сельское поселение Костинское        |
| 234 | Никульское                                  | деревня                 | ↘4        | городское поселение Дмитров          |
| 235 | Новинки                                     | деревня                 | ↘9        | сельское поселение Костинское        |
| 236 | Новлянки                                    | деревня                 | ↗16       | городское поселение Дмитров          |
| 237 | Новое Гришино                               | посёлок                 | ↘1123     | сельское поселение Костинское        |
| 238 | Новое Село                                  | деревня                 | ↗20       | сельское поселение Куликовское       |
| 239 | Новое Сельцо                                | деревня                 | ↘11       | сельское поселение Якотское          |
| 240 | Новокарцево                                 | деревня                 | ↗9        | городское поселение Яхрома           |
| 241 | Новонекрасовский                            | посёлок                 | ↘29       | городское поселение Некрасовский     |
| 242 | Новосёлки                                   | деревня                 | ↗19       | сельское поселение Синьковское       |
| 243 | Новосиньково                                | посёлок                 | ↘7844     | сельское поселение Синьковское       |
| 244 | Носково                                     | деревня                 | ↗51       | сельское поселение Якотское          |
| 245 | Овсянниково                                 | посёлок                 | ↘17       | сельское поселение Габовское         |
| 246 | Овсянниково                                 | деревня                 | ↗5        | сельское поселение Якотское          |
| 247 | Овчино                                      | деревня                 | ↗7        | городское поселение Яхрома           |
| 248 | Озерецкое                                   | село                    | ↗3067     | сельское поселение Габовское         |
| 249 | Ольгово                                     | село                    | ↘268      | городское поселение Яхрома           |
| 250 | Ольсово                                     | деревня                 | ↗18       | сельское поселение Большерогачёвское |
| 251 | Ольявидово                                  | деревня                 | ↘1026     | сельское поселение Якотское          |
| 252 | Орево                                       | посёлок                 | ↘962      | городское поселение Дмитров          |
| 253 | Орево                                       | деревня                 | ↗50       | сельское поселение Куликовское       |
| 254 | Орудьево                                    | село                    | ↗1402     | городское поселение Дмитров          |
| 255 | Очево                                       | деревня                 | ↘18       | городское поселение Дмитров          |
| 256 | Пантелеево                                  | деревня                 | ↗21       | сельское поселение Куликовское       |
| 257 | Паньково                                    | деревня                 | ↗9        | сельское поселение Куликовское       |
| 258 | Парамоново                                  | деревня                 | ↘116      | городское поселение Дмитров          |
| 259 | Пересветово                                 | село                    | ↗91       | городское поселение Дмитров          |
| 260 | Пески                                       | деревня                 | ↗5        | сельское поселение Габовское         |
| 261 | Петраково                                   | деревня                 | ↗42       | сельское поселение Куликовское       |
| 262 | Пешково                                     | деревня                 | ↘3        | сельское поселение Синьковское       |
| 263 | Плетенево                                   | деревня                 | ↘7        | сельское поселение Якотское          |
| 264 | Подвязново                                  | деревня                 | ↘52       | сельское поселение Синьковское       |
| 265 | Подгорное                                   | деревня                 | ↘4        | сельское поселение Габовское         |
| 266 | Поддубки                                    | деревня                 | ↗93       | городское поселение Дмитров          |
| 267 | Подмошье                                    | деревня                 | ↘194      | городское поселение Дмитров          |
| 268 | Подосинки                                   | деревня                 | ↗393      | городское поселение Дмитров          |
| 269 | Подосинки                                   | посёлок                 | ↗1564     | городское поселение Дмитров          |
| 270 | Подсосенье                                  | деревня                 | →0        | сельское поселение Синьковское       |
| 271 | Подчерково                                  | село                    | ↗173      | городское поселение Дмитров          |
| 272 | Подъячево                                   | село                    | ↘856      | городское поселение Яхрома           |
| 273 | Поздняково                                  | деревня                 | ↗19       | сельское поселение Большерогачёвское |
| 274 | Покровское                                  | село                    | ↘233      | сельское поселение Большерогачёвское |
| 275 | Попадьино                                   | деревня                 | ↘32       | городское поселение Яхрома           |
| 276 | Поповка                                     | деревня                 | ↘1        | городское поселение Яхрома           |
| 277 | Поповка                                     | посёлок                 | ↗133      | сельское поселение Габовское         |
| 278 | Поповское                                   | деревня                 | ↘10       | сельское поселение Большерогачёвское |
| 279 | Поповское                                   | посёлок                 | ↗7        | сельское поселение Синьковское       |
| 280 | п. дома отдыха «Горки»                      | посёлок                 | ↘3729     | сельское поселение Габовское         |
| 281 | п. опытного хозяйства «Ермолино»            | посёлок                 | ↘1334     | городское поселение Икша             |
| 282 | п. опытного хозяйства ЦТБОС                 | посёлок                 | ↘46       | городское поселение Дмитров          |
| 283 | п. Орудьевского торфобрикетного предприятия | посёлок                 | ↘326      | городское поселение Дмитров          |
| 284 | п. совхоза «Будённовец»                     | посёлок                 | ↗1268     | сельское поселение Якотское          |
| 285 | п. совхоза «Останкино»                      | посёлок                 | ↗2043     | сельское поселение Габовское         |
| 286 | п. фабрики Первое Мая                       | посёлок                 | ↗23       | городское поселение Дмитров          |
| 287 | Постниково                                  | деревня                 | →0        | сельское поселение Якотское          |
| 288 | Походкино                                   | деревня                 | ↘8        | сельское поселение Габовское         |
| 289 | Притыкино                                   | деревня                 | ↘7        | сельское поселение Костинское        |
| 290 | Прудцы                                      | деревня                 | ↗45       | городское поселение Дмитров          |
| 291 | Пруды                                       | деревня                 | ↘4        | сельское поселение Большерогачёвское |
| 292 | Пулиха                                      | деревня                 | ↘0        | сельское поселение Синьковское       |
| 293 | Пуриха                                      | деревня                 | ↗4        | городское поселение Дмитров          |
| 294 | Пыхино                                      | деревня                 | ↗10       | сельское поселение Якотское          |
| 295 | Раменский                                   | посёлок                 | ↘270      | сельское поселение Куликовское       |
| 296 | Раменье                                     | деревня                 | ↗168      | сельское поселение Куликовское       |
| 297 | Ревякино                                    | деревня                 | ↗20       | городское поселение Дмитров          |
| 298 | Редькино                                    | посёлок                 | →0        | городское поселение Дмитров          |
| 299 | Редькино                                    | деревня                 | ↗15       | сельское поселение Габовское         |
| 300 | Рогачёво                                    | село                    | ↘3379     | сельское поселение Большерогачёвское |
| 301 | Рождествено                                 | деревня                 | ↗34       | сельское поселение Габовское         |
| 302 | Рыбаки                                      | деревня                 | ↘443      | сельское поселение Габовское         |
| 303 | Рыбное                                      | посёлок                 | ↘1765     | сельское поселение Якотское          |
| 304 | Саввино                                     | деревня                 | ↘17       | сельское поселение Якотское          |
| 305 | Савелово                                    | деревня                 | ↗75       | городское поселение Дмитров          |
| 306 | Савельево                                   | деревня                 | ↗145      | сельское поселение Синьковское       |
| 307 | Садниково                                   | деревня                 | ↗7        | сельское поселение Синьковское       |
| 308 | Садовая                                     | деревня                 | ↗2        | сельское поселение Большерогачёвское |
| 309 | Сазонки                                     | деревня                 | ↗61       | сельское поселение Костинское        |
| 310 | Сальково                                    | деревня                 | ↘1        | сельское поселение Синьковское       |
| 311 | Саморядово                                  | деревня                 | ↘19       | городское поселение Некрасовский     |
| 312 | Сафоново                                    | деревня                 | ↘4        | городское поселение Яхрома           |
| 313 | Сбоево                                      | деревня                 | ↗24       | сельское поселение Костинское        |
| 314 | Свистуха                                    | посёлок                 | ↗18       | городское поселение Дмитров          |
| 315 | Свистуха                                    | деревня                 | ↗47       | сельское поселение Габовское         |
| 316 | Святогорово                                 | деревня                 | ↗1        | сельское поселение Якотское          |
| 317 | Селевкино                                   | деревня                 | ↗49       | сельское поселение Костинское        |
| 318 | Селиваново                                  | деревня                 | ↗4        | сельское поселение Синьковское       |
| 319 | Селявино                                    | деревня                 | ↘3        | городское поселение Яхрома           |
| 320 | Семенково                                   | деревня                 | ↗1        | городское поселение Яхрома           |
| 321 | Семёновское                                 | село                    | ↘923      | сельское поселение Синьковское       |
| 322 | Сергейково                                  | деревня                 | ↘0        | сельское поселение Костинское        |
| 323 | Синьково                                    | село                    | ↗261      | сельское поселение Синьковское       |
| 324 | Сихнево                                     | деревня                 | ↘9        | сельское поселение Якотское          |
| 325 | Скриплево                                   | деревня                 | ↗14       | сельское поселение Якотское          |
| 326 | Слободищево                                 | деревня                 | ↗61       | сельское поселение Якотское          |
| 327 | Соколовский Починок                         | деревня                 | ↗6        | сельское поселение Большерогачёвское |
| 328 | Сокольники                                  | деревня                 | ↗24       | сельское поселение Габовское         |
| 329 | Софрыгино                                   | деревня                 | →4        | сельское поселение Большерогачёвское |
| 330 | Спас-Каменка                                | деревня                 | ↘9        | городское поселение Икша             |
| 331 | Спиридово                                   | деревня                 | ↗16       | городское поселение Дмитров          |
| 332 | Старо                                       | деревня                 | ↗28       | сельское поселение Габовское         |
| 333 | Старово                                     | деревня                 | ↗26       | сельское поселение Якотское          |
| 334 | Степаново                                   | деревня                 | ↗64       | городское поселение Яхрома           |
| 335 | Стреково                                    | деревня                 | ↘4        | городское поселение Дмитров          |
| 336 | Ступино                                     | деревня                 | ↘9        | сельское поселение Куликовское       |
| 337 | СУ-847                                      | посёлок                 | ↗47       | сельское поселение Синьковское       |
| 338 | Сурмино                                     | деревня                 | ↘13       | сельское поселение Костинское        |
| 339 | Сысоево                                     | деревня                 | ↘53       | городское поселение Дмитров          |
| 340 | Сычевки                                     | деревня                 | →0        | сельское поселение Костинское        |
| 341 | Татищево                                    | деревня                 | ↗410      | городское поселение Дмитров          |
| 342 | Татищево                                    | посёлок                 | ↗234      | сельское поселение Куликовское       |
| 343 | Телешово                                    | деревня                 | ↗71       | сельское поселение Синьковское       |
| 344 | Тендиково                                   | деревня                 | ↗92       | городское поселение Дмитров          |
| 345 | Терехово                                    | деревня                 | ↗9        | сельское поселение Большерогачёвское |
| 346 | Теряево                                     | деревня                 | ↘10       | городское поселение Дмитров          |
| 347 | Тефаново                                    | деревня                 | ↘1        | городское поселение Икша             |
| 348 | Тимоново                                    | село                    | ↘8        | сельское поселение Якотское          |
| 349 | Тимофеево                                   | деревня                 | ↗20       | сельское поселение Куликовское       |
| 350 | Тимошкино                                   | деревня                 | ↗20       | сельское поселение Якотское          |
| 351 | Титово                                      | деревня                 | ↘0        | городское поселение Яхрома           |
| 352 | Тишино                                      | деревня                 | ↗8        | сельское поселение Куликовское       |
| 353 | Торговцево                                  | деревня                 | ↗21       | сельское поселение Якотское          |
| 354 | Трехденево                                  | деревня                 | ↘28       | сельское поселение Большерогачёвское |
| 355 | Трёхсвятское                                | село                    | ↗39       | сельское поселение Большерогачёвское |
| 356 | Трощейково                                  | деревня                 | ↘14       | сельское поселение Костинское        |
| 357 | Труневки                                    | деревня                 | ↘11       | сельское поселение Костинское        |
| 358 | Турбичево                                   | село                    | ↗99       | сельское поселение Синьковское       |
| 359 | Тютьково                                    | деревня                 | ↗1        | сельское поселение Синьковское       |
| 360 | Удино                                       | деревня                 | ↗38       | сельское поселение Габовское         |
| 361 | Ульянки                                     | деревня                 | ↗9        | городское поселение Дмитров          |
| 362 | Усть-Пристань                               | деревня                 | ↘9        | сельское поселение Большерогачёвское |
| 363 | Участок № 7                                 | посёлок                 | ↘13       | городское поселение Дмитров          |
| 364 | Фёдоровка                                   | посёлок                 | ↘25       | городское поселение Яхрома           |
| 365 | Фёдоровка                                   | деревня                 | ↘9        | сельское поселение Куликовское       |
| 366 | Федоровское                                 | деревня                 | ↘21       | сельское поселение Костинское        |
| 367 | Федотово                                    | деревня                 | ↗30       | сельское поселение Габовское         |
| 368 | Филимоново                                  | посёлок                 | ↗20       | городское поселение Яхрома           |
| 369 | Филимоново                                  | деревня                 | →0        | сельское поселение Костинское        |
| 370 | Фофаново                                    | деревня                 | ↘2        | городское поселение Яхрома           |
| 371 | Фофаново                                    | посёлок                 | →17       | сельское поселение Куликовское       |
| 372 | Харламово                                   | деревня                 | ↘3        | городское поселение Яхрома           |
| 373 | Хвостово                                    | деревня                 | ↗31       | сельское поселение Синьковское       |
| 374 | Хлыбы                                       | деревня                 | ↗9        | сельское поселение Костинское        |
| 375 | Хорошилово                                  | деревня                 | ↘1        | городское поселение Икша             |
| 376 | Хорьяково                                   | деревня                 | ↘3        | сельское поселение Костинское        |
| 377 | Храброво                                    | село                    | ↘84       | городское поселение Яхрома           |
| 378 | Целеево                                     | деревня                 | ↘439      | городское поселение Дмитров          |
| 379 | Чайниково                                   | деревня                 | ↗6        | сельское поселение Большерогачёвское |
| 380 | Чеприно                                     | деревня                 | ↘2        | городское поселение Яхрома           |
| 381 | Чернеево                                    | село                    | ↗15       | сельское поселение Большерогачёвское |
| 382 | Черны                                       | деревня                 | →0        | сельское поселение Синьковское       |
| 383 | Шабаново                                    | деревня                 | ↗16       | сельское поселение Якотское          |
| 384 | Шадрино                                     | деревня                 | ↗5        | сельское поселение Костинское        |
| 385 | Шелепино                                    | деревня                 | ↗30       | городское поселение Дмитров          |
| 386 | Шихово                                      | деревня                 | ↗28       | сельское поселение Габовское         |
| 387 | Шуколово                                    | деревня                 | ↘20       | городское поселение Деденево         |
| 388 | Шулепниково                                 | деревня                 | ↗6        | сельское поселение Синьковское       |
| 389 | Шульгино                                    | деревня                 | ↗14       | сельское поселение Синьковское       |
| 390 | Шустино                                     | деревня                 | ↗10       | городское поселение Дмитров          |
| 391 | Щепино                                      | деревня                 | ↗26       | сельское поселение Костинское        |
| 392 | Щетнево                                     | деревня                 | ↘0        | сельское поселение Костинское        |
| 393 | Эскино                                      | деревня                 | ↘0        | сельское поселение Синьковское       |
| 394 | Юркино                                      | деревня                 | →0        | сельское поселение Синьковское       |
| 395 | Юрьево                                      | деревня                 | ↗47       | сельское поселение Синьковское       |
| 396 | Языково                                     | деревня                 | ↗11       | городское поселение Яхрома           |
| 397 | Яковлево                                    | деревня                 | ↘16       | городское поселение Яхрома           |
| 398 | Якоть                                       | село                    | ↗248      | сельское поселение Якотское          |
| 399 | Ярово                                       | деревня                 | ↗27       | городское поселение Дмитров          |
| 400 | Ярцево                                      | деревня                 | ↘15       | городское поселение Яхрома           |
| 401 | Яхрома                                      | город                   | ↘13 618   | городское поселение Яхрома           |

## Население
| 1931     | 1939     | 1959     | 1970     | 1979     | 1989     | 2002     |
| -------- | -------- | -------- | -------- | -------- | -------- | -------- |
| 93 662   | ↗95 077  | ↘81 295  | ↗105 247 | ↘93 769  | ↘92 080  | ↗149 793 |
| 2006     | 2009     | 2010     | 2011     | 2012     | 2013     | 2014     |
| ↗150 101 | ↗150 884 | ↗151 448 | ↗155 792 | →155 792 | ↗157 632 | ↗159 060 |
| 2015     | 2016     | 2017     | 2018     |          |          |          |
| ↗160 570 | ↗162 162 | ↗163 557 | ↗165 081 |          |          |          |

### Урбанизация
На 2019 год 64 %.

### Национальный состав
По итогам переписи населения 2020 года проживали следующие национальности (национальности менее 0,1 % и другое, см. в сноске к строке «Другие»):
| Национальность | Численность, чел. | Доля     |
| -------------- | ----------------- | -------- |
| Русские        | 140 089           | 84,20 %  |
| Таджики        | 1558              | 0,94 %   |
| Украинцы       | 1350              | 0,81 %   |
| Армяне         | 1215              | 0,73 %   |
| Узбеки         | 999               | 0,60 %   |
| Татары         | 745               | 0,45 %   |
| Азербайджанцы  | 507               | 0,30 %   |
| Молдаване      | 451               | 0,27 %   |
| Белорусы       | 358               | 0,22 %   |
| Мордва         | 314               | 0,19 %   |
| Киргизы        | 286               | 0,17 %   |
| Чуваши         | 249               | 0,15 %   |
| Другие         | 18 247            | 10,97 %  |
| Итого          | 166 368           | 100,00 % |

## Общая карта
Легенда карты:
|  | Более 60 000 жителей |
|  | 5000—15 000 жителей  |
|  | 2000—5000 жителей    |
|  | 1000—2000 жителей    |
|  | 500—1000 жителей     |

## Экономика

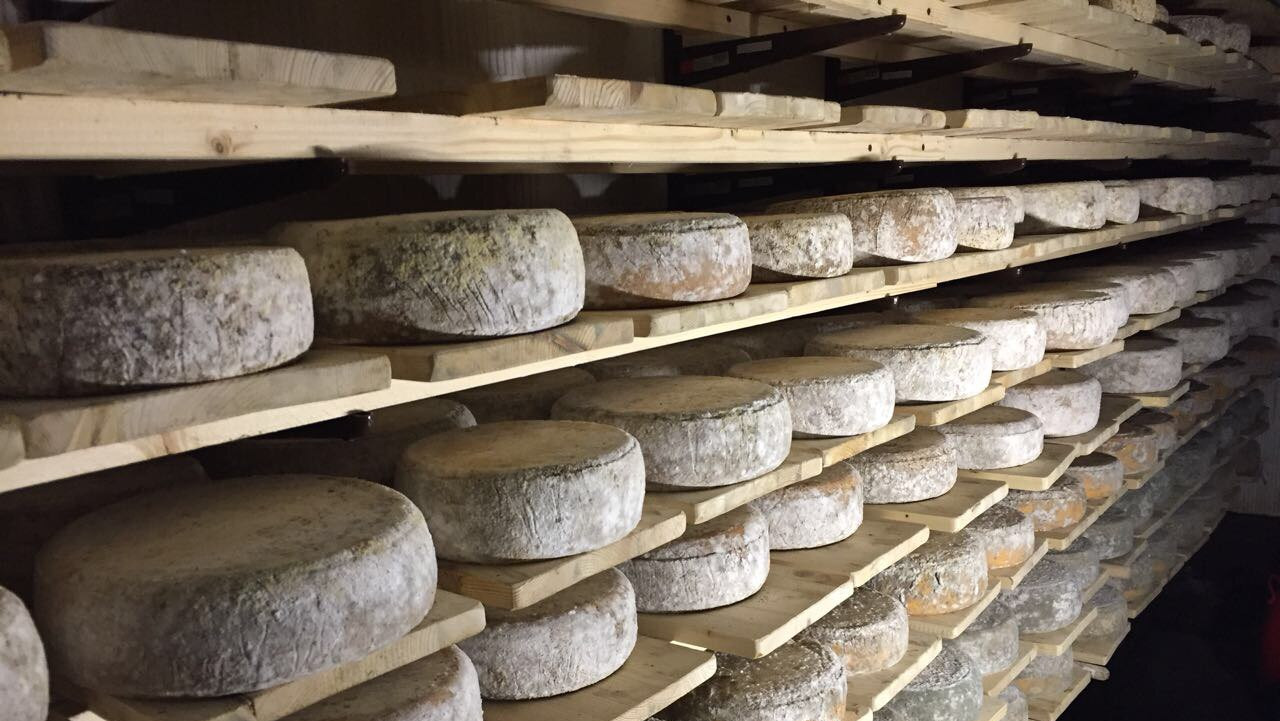
Продукция «Сырного кластера» в Дмитровском округе

Темпы роста экономики в 2002 и 2003 годах составили 18 и 20 % соответственно.
Промышленность даёт 60 % валового регионального продукта. Наиболее развитыми отраслями являются лёгкая и текстильная промышленность, машиностроение и строительная индустрия. В районе производится более 480 различных видов продукции: станки, электродвигатели, экскаваторы, строительные материалы, текстильные и трикотажные изделия, тара и упаковка, пищевые продукты, полиграфическая продукция.
Основу сельского хозяйства района составляет растениеводство. Площадь сельскохозяйственных угодий составляет 57,9 тыс. га, из которых 40 тыс. га — пашня.
Основной территорией для овощеводства является Яхромская пойма, богатая различными минеральными веществами. Интенсивная мелиорация, освоение заболоченных торфяников поймы началось в послевоенное время.
В 2002 году овощей получено 64 тыс. тонн, картофеля выращено 41 тыс. тонн. 76 % продукции производят предприятия негосударственных форм собственности. Район является важнейшим поставщиком овощей (картофеля, моркови, капусты) в Москву, удовлетворяя треть потребностей столицы.
Развиты также животноводство и рыбоводство.
На территории района расположен Научно-исследовательский центр по испытаниям и доводке автомототехники ФГУП «НАМИ» (НИЦИАМТ ФГУП «НАМИ») (Автополигон НАМИ).
Реализуется программа газификации сёл и деревень района.

## Транспорт
Район пересекает железная дорога Савёловского направления МЖД, имеющая три товарно-пассажирские (Дмитров, Каналстрой, Икша) и две пассажирские (Катуар, Яхрома) станции. Кроме того, через район проходят две ветки Большого кольца МЖД (станции Костино, Драчёво, Иванцево, Белый Раст, Бухарово).
Наиболее важными автомобильными дорогами в районе являются два московских кольца А108 («БМК») и А107 («ММК»), а также А104 Москва — Дубна и Р113 Москва — Рогачёво.
Канал имени Москвы обеспечивает региону выход к пяти морям, имеются две грузовые пристани в Яхроме и Дмитрове.
Протяжённость автомобильных дорог — свыше 1000 км, железных — 103 км. Район имеет удачное транспортное расположение — по незагруженной дороге А104 легко доступны Москва и аэропорт Шереметьево, по автомобильным кольцам имеется выход на все радиальные автотрассы, есть удобный выход на железнодорожную сеть и, кроме того, имеется выход на речную транспортную сеть.

## Достопримечательности

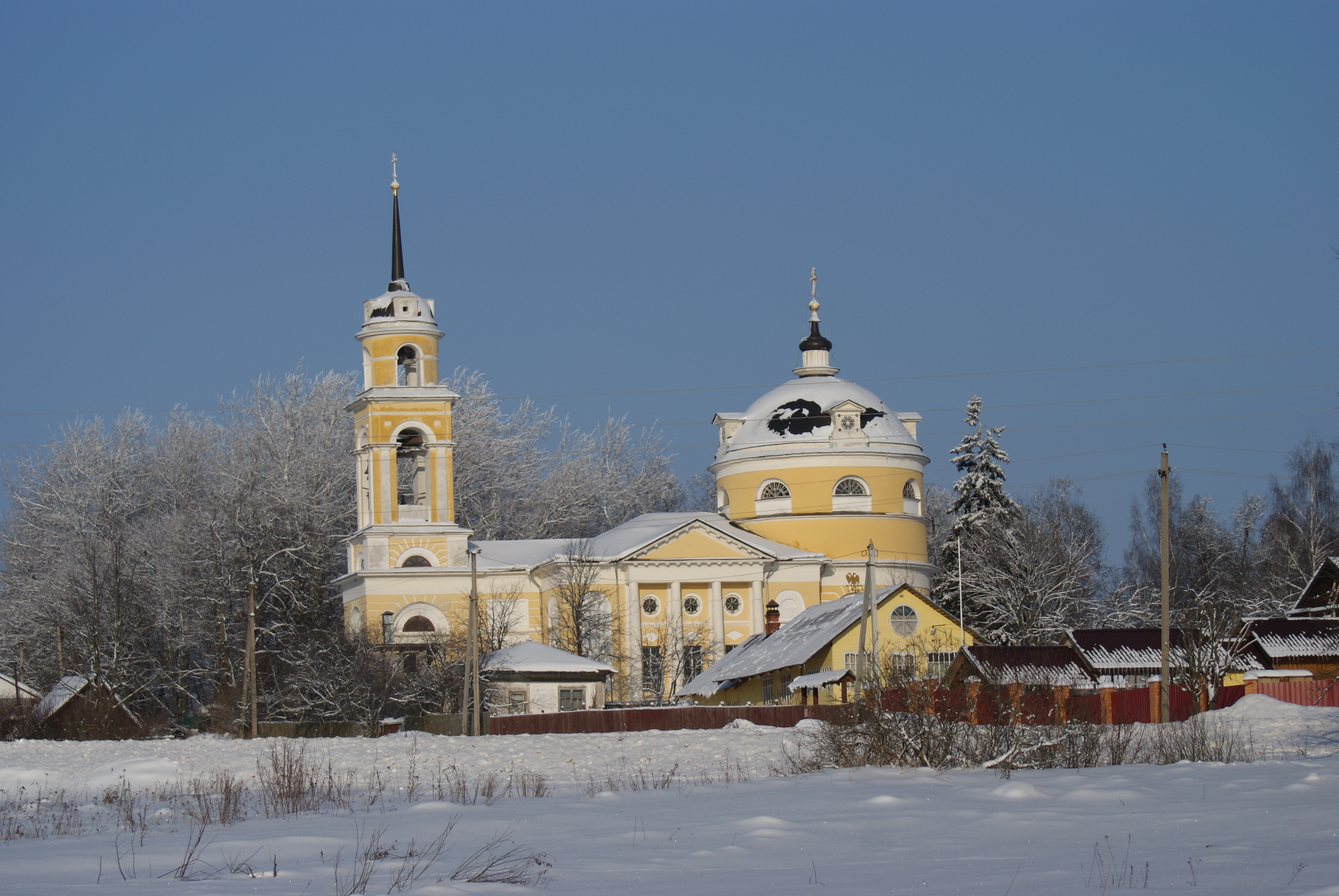
Покровская церковь в селе Андреевское

Дмитров — старинный русский город с более чем 850-летней историей и уникальным колоритом (о достопримечательностях города см. статью Дмитров). Всего на территории района более 200 объектов историко-культурного наследия. Среди них, помимо расположенных в Дмитрове, Николо-Пешношский монастырь и Медведева пустынь, усадьбы Ольгово, Никольское-Обольяниново, Горки, Даниловское, Удино, Храброво.
Дом Васнецова, перевезённый в 1952 в деревню Шадрино из бывшей усадьбы художника в Ваньково (куплена им в 1901). До перевозки он был обшит тёсом. В доме Васнецов написал ряд произведений, в том числе «Битва Ивана-царевича с серым волком» и «Битва русских с половцами», принимал М. В. Нестерова, В. А. Серова, И. Е. Репина, В. Д. Поленова, А. М. Васнецова и др.
В районе — большое количество старинных церквей. К древнейшим (помимо Успенского собора в Дмитрове и храмов монастырских комплексов) относятся Никольская (1666) в Батюшково (4 км к юго-востоку от Деденево), Успенская (1701) в Шуколово (2 км к западу от Деденево), Никольская (1704—1708) в Озерецком (в 7 км западнее Некрасовского) и Покровская (1720-е) в Ново-Карцево (4 км к северу от Ольгово). Интересны старинные торговые сёла Рогачёво и Внуково с жилыми домами конца XIX — начала XX веков и монументальными храмами конца XIX века — Никольской и Троицкой церквями.
Развита спортивная инфраструктура: парк «Экстрим» (мотокросс), Ледовый Дворец (в Дмитрове, 1500 мест), стадионы. Клинско-Дмитровская гряда создаёт возможность для занятий горнолыжным спортом. Работают курорты «Волен» (13 трасс с перепадом высот 70 м), «Сорочаны» (перепад высот 90 м), клуб Л. Тягачёва, «Яхрома» и др. В Яхроме ежегодно проводится лыжня России с участием нескольких десятков тысяч человек. В Дмитрове — соревнования тепловых аэростатов.

## Уроженцы
Полные кавалеры ордена Славы
- Елохин Иван Петрович (1923—1965) — участник Великой Отечественной войны, полный кавалер ордена Славы. Родился в деревне Ивлево.
- Репин Иван Иванович (1909—1953) — полный кавалер Ордена Славы, участник Великой Отечественной войны, командир пулемётного расчёта 117-го гвардейского стрелкового полка 39-й гвардейской стрелковой дивизии, гвардии старшина. Родился в селе Рогачёво.
- Сучков Василий Игнатьевич (1924—1996) — участник Великой Отечественной войны, полный кавалер ордена Славы. Родился в деревне Паньково.

Люди, связанные с районом
- Чернов, Пётр Георгиевич (14.01.1901, Дмитров — 29.09.1956, Москва) — советский военачальник, участник Гражданской войны, Советско-польской войны, Великой Отечественной войны. генерал-майор танковых войск (1945)[31].

## Культура
- Централизованная библиотечная система Дмитровского района
- Муниципальные детские образовательные учреждения и школы образовательной системы Дмитровского района